# Daybreak
Daybreak – dwudziesty piąty singel Ayumi Hamasaki, wydany 6 marca 2002. Piosenka została wcześniej zawarta w albumie I am.... W pierwszym tygodniu sprzedano 113 170 kopii, natomiast 200 000 kopii całościowo.
Utwór Daybreak (HΛL's Mix 2002) został wykorzystany w reklamie aparatu marki Lumix (Panasonic), w której piosenkarka wystąpiła osobiście.

## Lista utworów
| Nr  | Tytuł                                      | Muzyka                         | Aranżacja | Czas |
| --- | ------------------------------------------ | ------------------------------ | --------- | ---- |
| 1.  | "Daybreak (HΛL's Mix 2002)"                | CREA, D・A・I, junichi matsuda | HΛL       | 5:30 |
| 2.  | "no more words (BRENT MINI'S ROTARY MIX)"  | CREA, D・A・I                  |           | 5:16 |
| 3.  | "I am... (night clubbers mix)"             | CREA                           |           | 7:49 |
| 4.  | "no more words (nicely nice remix)"        | CREA, D・A・I                  |           | 5:00 |
| 5.  | "I am... (Ram's Special 11Days Mix)"       | CREA                           |           | 7:21 |
| 6.  | "no more words (turn up the break mix)"    | CREA, D・A・I                  |           | 7:48 |
| 7.  | "I am... (Huge Faily tAle mix)"            | CREA                           |           | 5:34 |
| 8.  | "no more words (Laugh & Peace Mix)"        | CREA, D・A・I                  |           | 3:21 |
| 9.  | "Daybreak (HΛL's Mix 2002 -Instrumental-)" | CREA, D・A・I, junichi matsuda | HΛL       | 5:34 |
| 10. | "opening Run (JK's extended mix)"          | CMJK                           | CMJK      | 4:44 |